# Shavo Odadjian
Shavarsh "Shavo" Odadjian (armenski: Շավո Օդադջյան) (Erevan, 22. travnja 1974.) basist je alternativnog metal sastava System of a Down, te sastava Achozen.

## Životopis

### Život prije glazbene karijere
Shavo Odadjian rođen je u Erevanu u Armeniji, gdje je proživio malen dio djetinstva. Kasnije se preselio u Italiju na kraće vrijeme, a zatim u današnje prebivalište - Los Angeles (Kalifornija). U mladosti, vrijeme je provodio skejtajući (što i danas voli raditi) te slušajući punk, rock i heavy metal glazbu. Između ostalih, kao bendove koji su imali najveći utjecaj na njegov glazbeni razvoj i ukus, izdvojio je The Punk Angle, Bad Brains, Dead Kennedys, Kiss i Black Sabbath. 
Odadjiana je uglavnom odgojila njegova baka, nakon čije se smrti, kako kaže, prestao svakodnevno moliti i počeo gubiti vjeru. Pohađao je armensku srednju školu u Los Angelesu, koju su također pohađali Serj Tankian i Daron Malakian. 

### Karijera
Osim što je radio u banci, bio je i menadžer benda Soil za kojeg je i svirao gitaru, a kasnije je postao stalan basist sastava, koji se preimenovao u System Of A Down. 
No, prije nego što je upoznao današnje kolege iz Systema, pojavio se na MTV-ju, i to u videu za AC/DC-jevu pjesmu "Big Gun" s današnjim kalifornijskim guvernerom Arnoldom Schwarzeneggerom. To je bilo 1993. godine, kad je Shavo imao 18 godina. Shavo je i popularni DJ u L.A.-u i okolici, te je sudjelovao na događajima poput Rock/Dj Explosiona 2.3.2001. i The Roxyja u Hollywoodu. Kao DJ, Shavarsh ima i svoj prepoznazljiv nadimak - DJ Tactic. Također, sa Serjom surađuje na projektu SerArt, u koji je uključen i multiinstrumentalni glazbenik, Armenac Arto Tuncboyaciyan. Sebe smatra vrlo vizualnom osobom. Naime, režirao je neke video-spotove za SOAD ("Aerials", "Toxicity", "Question!" i "Hypnotize") i za sastav Taproot. Surađuje s ekipom iz Wu-Tang Clana (System je s njima napravio demopjesmu Shame). 
Također je bio i izvršni producent sastava Abloom, projekta članova sastava Onesidezero, Snot i Soulfly. S glazbenikom RZA iz Wu-Tang Clana je osnovao sastav Achozen, s kojim trenutačno snima prvi studijski album koji bi trebao biti objavljen u jesene 2009. godine.
Shavo ima i nešto filmskog iskustva. 2001. godine se pojavio u filmu Zoolander kao jedan od Hanselovih prijatelja. Njegov omiljeni glumac je Christopher Walken, a izjavio je da je fasciniran okultizmom.
Osim što u Systemu svira bas, okušao se i kao vokal u nekim pjesmama, poput primjerice, Bounce. Publika ga naprosto obožava. Ima zanimljive i čudne pokrete, hod, geste rukama i izraze lica, što se najbolje može primijetiti u spotu za pjesmu Hypnotize. 
Nije oženjen, kao ni ostale kolege iz benda. Teški je pušač i često puši i na pozornici. Njegovi zaštitni znakovi su jedinstvena brada, nokti lakirani u crno, visina (182 cm), ćelava glava i narukvice.

## Vanjeke poveznice
- Službena SOAD stranica
- Hrvatska SOAD stranica  Arhivirana inačica izvorne stranice od 13. srpnja 2009. (Wayback Machine)
- Ursession projekt